# USB Implementers Forum
El Fòrum d'Implementadors de BUS (FIBUS) o USB Implementers Forum (USB-IF) és una organització sense afany de lucre amb l'objectiu de promoure i donar suport a la tecnologia Universal Serial Bus (USB) o Bus Universal Sèrie (BUS).
Les principals activitats del Fòrum són: la promoció i màrqueting des estàndards: USB, Wireless USB i USB On-The-Go, i del manteniment de les especificacions i del programa de certificació.
Intel va tenir la iniciativa del desenvolupament de l'USB, i juntament amb IBM, Nortel, Compaq, Microsoft, DEC i NEC, van crear l'USB-IF. Aquest fòrum va ser fundat el 1995 pel grup de companyies responsables del desenvolupament de l'USB.
El 1996 van llançar la impopular primera especificació, USB 1.0; fins que el 1998 van llançar la famosa USB 1.1.
Entre les empreses més rellevants hi ha: 
- Apple Inc.
- Intel Corporation
- Hewlett-Packard Company
- NEC Corporation
- Microsoft Corporation
- Agere Systems Inc.

Actualment, el Fòrum agrupa 744 companyies.
Els comitès de treball que constitueixen l'USB-IF, són: 
- Device Working Group (Grup de Treball de Dispositius)
- Compliance Committee (Comitè d'Adequació)
- Màrqueting Committee (Comitè de Màrqueting)
- On-The-Go Working Group (Grup de Treball d'USB On-The-Go)